# Анихилација
Анихилација (од латинског nihil — ништа) значи „тотално уништење“ а у физици означава процес у којем се честица судара са својом античестицом. Пошто енергија и импулс првобитних честица морају да буду очувани, честица и античестица се у судару не претварају у 'ништа' него у нове честице. Понекад су новонастале честице без масе мировања (фотони) па може да се каже да се сударом честице и античестице материја (маса мировања) уништила.
Адитивни квантни бројеви античестица супротни су квантним бројевима одговарајућих честица тако да је сума свих квантних бројева првобитног пара једнака нули. То значи да у судару честице и њене античестице могу да настану свакојаке комбинације честица под условом да је збир њихових квантних бројева нула и да су задовољени закон одржања енергије и импулса. Када се ради о нискоенергијским анихилацијама најчешће долази до стварања фотона, међутим, у високоенергијским анихилацијама (сударачима честица) могу да настану бројне егзотичне тешке честице.

## Примери анихилације
Нискоенергијски електрон и позитрон анихилацијом могу да пређу само у два фотона (гама зрака) пошто енергија њихове масе мировања није довољна да се произведу теже честице. Међутим, ако једна од честица, или обе, има довољно велику кинетичку енергију може да дође до настанка и тежих честица. За анализу таквих догађаја конструисан је велики електрон-позитрон сударач (LEP – large electron positron collider) у Женеви у Европском центру за нуклеарна истраживања (CERN). 
Анихилација пара електрон-позитрон у један фотон
e- + e+ —х→ γ, 
није могућа јер у таквом процесу не може да се задовољи закон о одржању импулса.
Анихилација пара електрон-позитрон представља основу за позитрон-емисиону томографију (ПЕТ) једну од важнијих савремених дијагностичких метода.
У анихилацији тежих честица, рецимо протона и антипротона или неутрона и антинеутрона могу да настану бројне комбинације нових честица. Анализа таквих реакција је један од важнијих проблема којим се бави савремена физика. За ту сврху је у Фермијевој лабораторији у САД (Fermilab) конструисан ТЕВАТРОН, сударач протона и антипротона у којем честице могу да достигну енергију од 1 TeV (тера електронволт = 1 000 000 000 000 eV). У анихилацији протона и антипротона 1995. године откривен је t-кварк.